# Ameenocoris
Ameenocoris is een geslacht van wantsen uit de familie van de Acanthosomatidae (Kielwantsen). Het geslacht werd voor het eerst wetenschappelijk beschreven door Ahmad & Moizuddin in 1990.

## Soorten
Het genus is monotypisch en bevat alleen de volgende soort:

- Ameenocoris pakistanensis Ahmad & Moizuddin, 1990